# Шубалан (Костанайская область)
Шубалан (каз. Шұбалаң) — село в Джангельдинском районе Костанайской области Казахстана. Входит в состав Каламкарасуского сельского округа. Код КАТО — 394253300.

## Население
В 1999 году население села составляло 299 человек (154 мужчины и 145 женщин). По данным переписи 2009 года, в селе проживали 234 человека (125 мужчин и 109 женщин).

## Известные уроженцы
- Мерген-батыр (1691–1754) — казахский батыр, бий, мастер красноречия. Известный глава рода Аргын в XVIII веке.
- Баймырза-батыр (1741–1829) — казахский батыр, опытный полководец, глава рода. Руководил войнами против Джунгарского ханства и Российской империи.
- Гафу Каирбеков (1928–1994) — советский и казахский поэт, народный писатель Казахстана (1992).
- Токтабаев, Карим (1892—1936) — казахский советский государственный и общественный деятель.
- Капак Амантайулы (1879–1968) — казахский сал, музыкант, домбрист и кюйши.